# Myosotis superalpina
Myosotis superalpina är en strävbladig växtart som beskrevs av A.P. Khokhryakov. Myosotis superalpina ingår i släktet förgätmigejer, och familjen strävbladiga växter. Inga underarter finns listade i Catalogue of Life.